# Lachen
Lachen es una comuna suiza del cantón de Schwyz, situada en el distrito de March, a orillas del lago de Zúrich. Limita al norte con la comuna de Rapperswil-Jona (SG), al este con Wangen, al sur con Galgenen, y al oeste con Altendorf.
Su punto más alto se encuentra a 420 m. sobre el nivel del mar y el más bajo a 406 m. sobre el nivel del mar.

## Transportes
Ferrocarril
Existe una estación ferroviaria en la que efectúan para trenes de ámbito regional y de cercanías pertenecientes a la red S-Bahn Zúrich.